# Монастир Успіння Пресвятої Богородиці (Варшава)
Монастир Успіння Пресвятої Богородиці — василіянський чоловічий монастир і церква у Варшаві по вулиці Мьодовій, 16.

## Історія
Перший василіянський осідок у Варшаві постав у 1721 році. Василіяни прибули до Варшави з монастиря у Супраслі і оселилися при вул. Подвалє. Згодом у 1768 році василіяни Руської провінції також пробували заснувати в столиці свою резиденцію. Для цього вони отримали дозвіл від сейму на будову нового комплексу на Уяздові. Було заплановане будівництво великої церкви, школи і монастиря, однак проєкт не був реалізований.

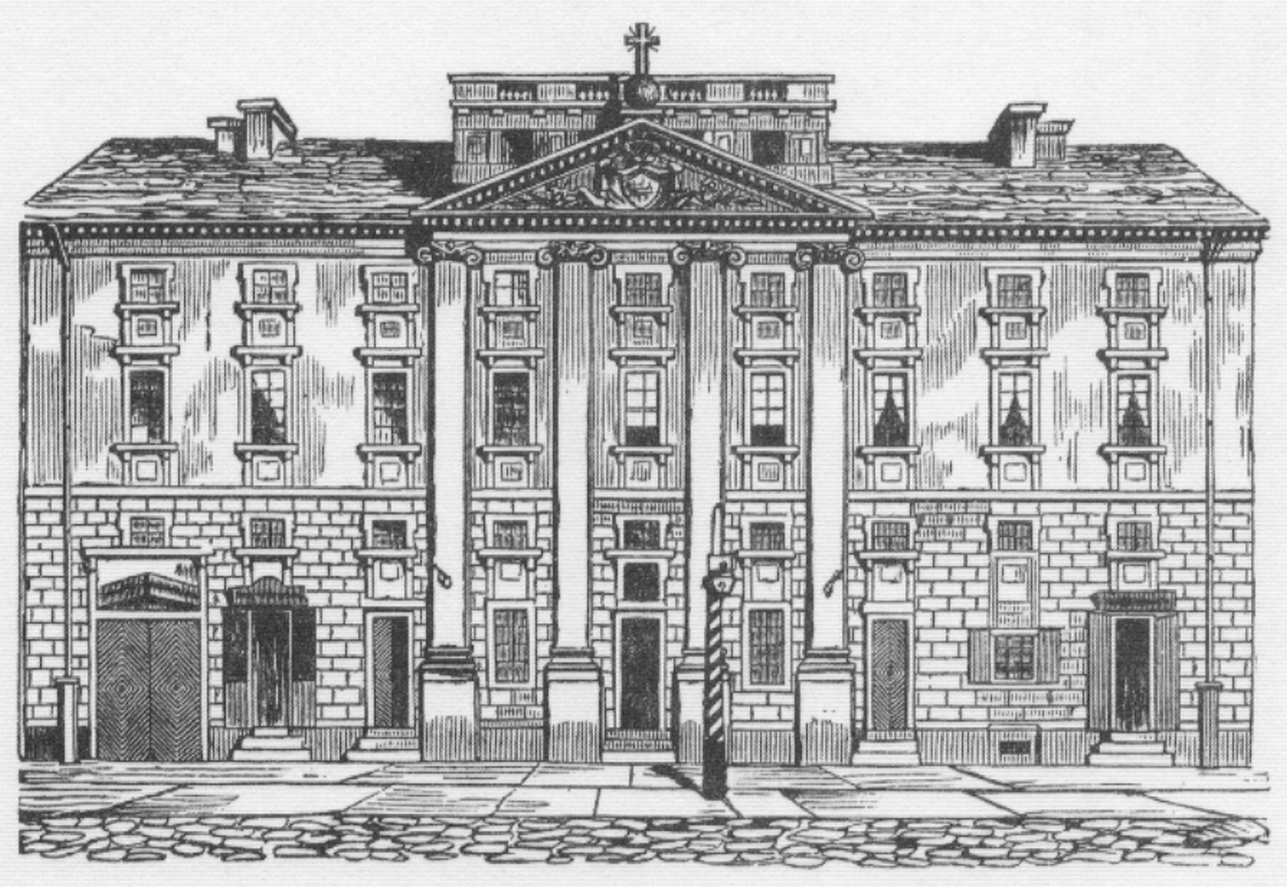
Дереворит Міхала Старкмана, бл. 1855 рік

Теперішній василіянський монастир, який знаходиться при вул. Мьодовій, 16, був споруджений в 1781—1784 роках згідно з проєктом королівського архітектора Доменіко Мерліні. Ініціатором фундації був митрополит Ясон Смогожевський. Під час російської окупації варшавський монастир було ліквідовано. Однак він проіснував найдовше з усіх василіянських монастирів у Російській імперії. Монастир було закрито в 1872 році, а церкву в 1875 році перебрала Російська православна церква.
З ініціативи місцевих греко-католиків у 1917 році до Варшави повернувся василіянин о. Гавриїл Фурман, однак наступного року він помер і монастирський комплекс перебрав львівський вірменський архиєпископ Йосиф Теодорович. У 1929 році до Варшави прибули василіяни Галицької провінції. Спочатку вони оселилися в одній частині монастирського комплексу, який цілком перебрали щойно в 1936 році. Під час Варшавського повстання у 1944 році монастир і церква були зруйновані. Після війни увесь монастирський комплекс було відбудовано в 1949 році. Упродовж декількох десятиліть це був одинокий діючий василіянський монастир, який знаходився на території комуністичних держав.

## Сьогодення
Сьогодні у монастирі знаходиться осідок протоігумена провінції Покрови Пресвятої Богородиці в Польщі. У монастирі знаходиться також новіціят та осідок студій. Монастирська церква є воднораз парафіяльною для вірних УГКЦ. Зі зростом числа українських трудових мігрантів у Польщі, в тому числі й у Варшаві та околицях, з початком 1990-х років парафія почала обслуговувати щораз більше вірних.

## Архітектура та інтер'єр
Оскільки церква та монастир були частиною загальної забудови вулиці Мьодової, то не могли бути зведені у стилі, звичайному для церков східного обряду. Доменіко Мерліні спроєктував церкву у стилі класицизму, об'єднавши в одній будові культову частину та монастирські житлові приміщення. Церква має три окремі входи, що розділяють ці частини між собою. На класичному фасаді розміщено чотири іонічні колони, над якими в тимпані барельєф Всевидячого ока. Вінчає тимпан хрест. Між пілястрами розміщені прямокутні, звичайні для архітектури XVIII століття вікна, найвищі з яких розташовані на другому поверсі будівлі.

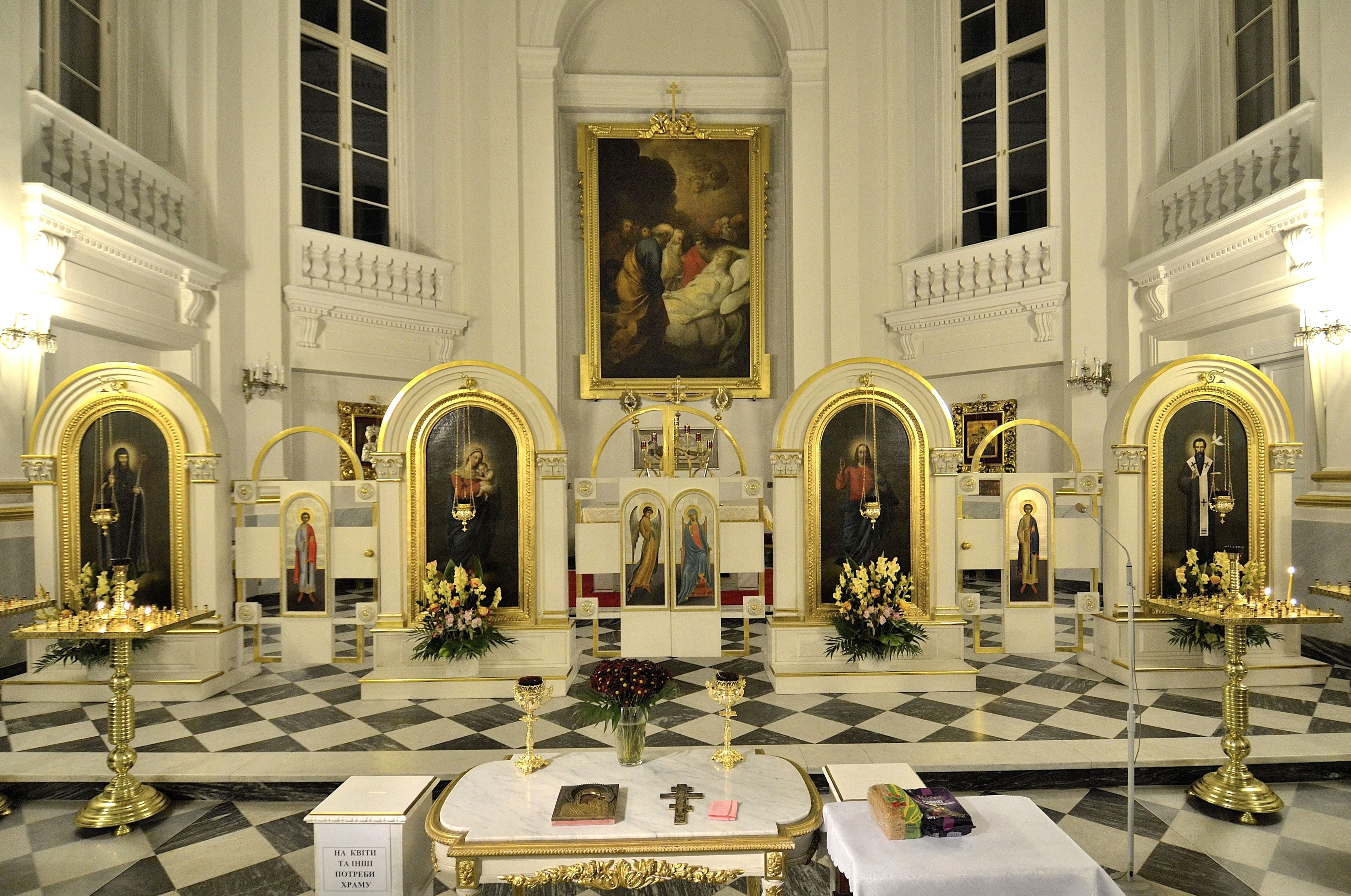
Інтер'єр храму

Приміщення церкви облицьоване мармуром. Прикрасою храму є три монументальні образи Франциска Смуглевича (Успіння Пресвятої Богородиці, Святий Василій Великий та Святий Онуфрій), які автор намалював спеціально для цієї церкви. Почитанням серед вірних втішається ікона, яка постала з нагоди ювілею 400-ліття відновлення Чину святого Василія Великого із зображенням Почаївської чудотворної ікони Божої Матері. На протилежній стіні ікона, на якій представлені блаженні мученики Української греко-католицької церкви XX століття, серед яких п'ять священномучеників з Василіянського Чину. У святилищі справого боку зберігаються мощі блаженних Пратулинських мучеників з іконою, яка їх зображає, а зліва приміщена копія Кристинопільської чудотворної ікони Матері Божої. Над головним входом видніє ікона Матері Божої авторства Єжи Новосельського.
У первісному вигляді церква не мала іконостасу, який з'явився щойно в XIX столітті. У міжвоєнний період іконостас було розібрано, а відтак знищено. У 1991 році в церкві виконано новий іконостас, в якому помістили два образи Бонавентури Домбровського (Ісус Христос і Богородиця з Дитям) з 1842 року, третій образ Домбровського «Тайна Вечеря» поміщений під престолом.
Двічі (14 червня 1987 і 11 червня 1999) храм відвідав Папа Іван Павло II, про що свідчать дві пам'ятні дошки в притворі храму. У церкві з лівого боку при вході приміщена таблиця в пам'ять про жертви Операції «Вісла».

## Настоятелі[6]
- о. Теофіл Лацевич (1728—1729)
- о. Іларіон Онишкевич (1731—1733)
- о. Ґедеон Геремінович (1738)
- о. Сильвестр Ленковський (1744—1745, 1750)
- о. Тадей Заруський (1750)
- о. Симеон Кондерович (1753)
- о. Митрофан Комаркевич (1761—1763)
- о. Сильвестр Ленковський (1764, 1766, 1768)
- о. Теодор Вислоцький? (1773)
- о. Василь Ерих (1775—1776)
- о. Адам Романі (1777—1784)
- о. Василь Ерих (1785)
- о. Адам Романі (1786—1789)
- о. Корнилій Левицький (1791—1792)
- о. Юрій Маковецький (1793—1798)
- о. Інокентій Кучинський, адміністратор (1798)
- о. Ісидор Ямьолковський (1798—1834)
- о. Михайло Домбровський, адміністратор (1834)
- о. Василь Калиновський (1835—1856)
- о. Боніфатій Бонєвський, адміністратор (1856—1857)
- о. Боніфатій Бонєвський (1857—1865)
- о. Петро Скальський (1865—1872)

…
- о. Гавриїл Фурман (1917—1918)

…
- о. Степан Решетило, ректор церкви (1929—1931)
- о. Павло Пушкарський (1931—1950)
- о. Родіон Барабаш (1950—1964)
- о. Павло Пушкарський, ad interim (1964—1965)
- о. Йосафат Романик (1965—1985)
- о. Мелетій Білинський (1985—1989)
- о. Василь Медвіт (1989—1994)
- о. Володимир Ющак (1994—1999)
- о. Марко Скірка (1999—2003)
- о. Петро Кушка, адміністратор (2003)
- о. Юліян Коваль (2003—2008)
- о. Ігор Гарасим (2008—2016)
- о. Миколай Козіцький (2016—2024)
- о. Ігор Гарасим (з 2024)